# 御前鬼塚古墳
御前鬼塚古墳（ごぜんきづかこふん）は、千葉県旭市鏑木にある古墳。千葉県の史跡に指定されている。

## 概要
かつて九十九里平野の北東部には椿海と呼ばれる湖があり、椿海を望む台地上に前方後円墳7基、円墳9基からなる鏑木古墳群がある。御前鬼塚古墳は鏑木古墳群中の最大の古墳であり、この地は危険な犬吠埼沖を避けて設定された、九十九里浜から黒部川流域を通り香取海に至るルートの要衝だったとみられており、周辺には多くの古墳群が散在している。
未発掘であるが1975年（昭和50年）に千葉県指定史跡となり、1979年（昭和54年）に千葉県教育委員会による墳丘測量が行われた。本古墳は前方を南西に向けた前方後円墳で、耕作により墳丘が削られ裾が拡げられており、現状の墳丘裾の計測では、墳丘長約100メートル、後円部径60メートル、前方部幅55メートル程であるが、本来の墳丘規模は、全長90メートル、後円部径47メートル、前方部長46メートル、前方部幅50メートル、くびれ部幅29メートル程で、後円部の高さ8.5メートル、前方部の高さ7.5メートル前後であったものとみられている。周囲には長方形の周溝の痕跡が残り、周溝を含めた全長は110メートル前後と推定されている。発掘調査は実施されていないため埋葬施設や周溝の状況は不明であるが、これまでの調査で埴輪の存在が確認されておらず、多古町の北条塚古墳に続く6世紀末の終末期の前方後円墳である可能性が高い。
なお、鏑木古墳群中の前方後円墳では、墳丘全長58メートルの滝ノ台古墳が当古墳に次ぐ規模で、長熊・法王塚・大神・原畑・大塚の各前方後円墳はいずれも墳丘長30～40メートルの小規模なものであるが、このうち、法王塚・大神・大塚の3古墳では埴輪の存在が確認されており、6世紀後半の下海上国の中核をなす古墳群と考えられている。

## 鏑木古墳群の画像
- 御前鬼塚古墳
（ごぜんきづかこふん）
- 泥内古墳
（でろうじこふん）
- 鏑木大神境内古墳
（かぶらきおおかみ けいだいこふん）
- 長津念仏塚古墳
（ながつねんぶつづかこふん）
- 滝台古墳
（たきのだいこふん）
- 御塚古墳
（おづかこふん）